# Eliminatórias da Copa do Mundo FIFA de 2010 - América do Norte, Central e Caribe (terceira fase)
Resultados das partidas da terceira fase das eliminatórias norte, centro-americana e caribenha para a Copa do Mundo FIFA de 2010. 
Nessa fase, as doze seleções classificadas da fase anterior foram divididas em três grupos de quatro equipes cada. O sistema de disputa deixa de ser eliminatório simples e passa a ser de turno e returno dentro dos grupos. As duas melhores seleções de cada grupo classificaram-se a fase final das eliminatórias.

## Grupo 1
| Equipe            | Pts | J | V | E | D | GP | GC | SG  |
| ----------------- | --- | - | - | - | - | -- | -- | --- |
| Estados Unidos    | 15  | 6 | 5 | 0 | 1 | 14 | 3  | +11 |
| Trinidad e Tobago | 11  | 6 | 3 | 2 | 1 | 9  | 6  | +3  |
| Guatemala         | 5   | 6 | 1 | 2 | 3 | 6  | 7  | -1  |
| Cuba              | 3   | 6 | 1 | 0 | 5 | 5  | 18 | -13 |

| 20 de agosto de 2008 20:00 (UTC-4) | Cuba        | 1 – 3     | Trinidad e Tobago          | Estádio Pedro Marrero, Havana                |
|                                    | Márquez 88' | Relatório | Daniel 22', 61' · Glen 69' | Público: 4,000 Árbitro: MEX Benito Archundia |

| 20 de agosto de 2008 20:10 (UTC-6) | Guatemala | 0 – 1     | Estados Unidos | Estádio Nacional Mateo Flores, Cidade da Guatemala |
|                                    |           | Relatório | Bocanegra 70'  | Público: 16,000 Árbitro: SUR Enrico Wijngaarde     |

| 6 de setembro de 2008 17:30 (UTC-4) | Trinidad e Tobago | 1 – 1     | Guatemala      | Hasely Crawford Stadium, Port of Spain     |
|                                     | Daniel 84'        | Relatório | Gallardo 90+2' | Público: 9,500 Árbitro: PAN Roberto Moreno |

| 6 de setembro de 2008 20:10 (UTC-4) | Cuba | 0 – 1     | Estados Unidos | Estádio Pedro Marrero, Havana             |
|                                     |      | Relatório | Dempsey 39'    | Público: 12,000 Árbitro: SLV Joel Aguilar |

| 10 de setembro de 2008 19:10 (UTC-5) | Estados Unidos                        | 3 – 0     | Trinidad e Tobago | Toyota Park, Bridgeview                        |
|                                      | Bradley 10' · Dempsey 18' · Ching 57' | Relatório |                   | Público: 11,452 Árbitro: JAM Courtney Campbell |

| 10 de setembro de 2008 20:00 (UTC-6) | Guatemala                                       | 4 – 1     | Cuba        | Estádio Nacional Mateo Flores, Cidade da Guatemala |
|                                      | Ruíz 38', 55' · Rodríguez 85' · Contreras 90+1' | Relatório | Liñares 25' | Público: 19,750 Árbitro: MEX Marco Rodríguez       |

| 11 de outubro de 2008 19:10 (UTC-4) | Estados Unidos                                                         | 6 – 1     | Cuba      | RFK Stadium, Washington, DC                 |
|                                     | Beasley 10', 30' · Donovan 48' · Ching 63' · Altidore 87' · Onyewu 89' | Relatório | Muñoz 31' | Público: 20,249 Árbitro: PAN Roberto Moreno |

| 11 de outubro de 2008 20:00 (UTC-6) | Guatemala | 0 – 0     | Trinidad e Tobago | Estádio Nacional Mateo Flores, Cidade da Guatemala |
|                                     |           | Relatório |                   | Público: 29,000 Árbitro: CAN Silviu Petrescu       |

| 15 de outubro de 2008 20:00 (UTC-4) | Cuba                           | 2 – 1     | Guatemala | Estádio Pedro Marrero, Havana                 |
|                                     | Colomé 45' (pen) · Montaya 90' | Relatório | Pappa 80' | Público: 6,000 Árbitro: JAM Courtney Campbell |

| 15 de outubro de 2008 20:10 (UTC-4) | Trinidad e Tobago      | 2 – 1     | Estados Unidos | Hasely Crawford Stadium, Port of Spain      |
|                                     | Latapy 60' · Yorke 79' | Relatório | Davies 74'     | Público: 19,000 Árbitro: CRC Walter Quesada |

| 19 de novembro de 2008 18:10 (UTC-7) | Estados Unidos       | 2 – 0     | Guatemala | Dick's Sporting Goods Park, Commerce City    |
|                                      | Cooper 53' · Adu 68' | Relatório |           | Público: 9,303 Árbitro: MEX Benito Archundia |

| 19 de novembro de 2008 21:10 (UTC-4) | Trinidad e Tobago                  | 3 – 0     | Cuba | Hasely Crawford Stadium, Port of Spain         |
|                                      | Jones 67' · Yorke 69' · Daniel 89' | Relatório |      | Público: 18,000 Árbitro: SUR Enrico Wijngaarde |

## Grupo 2
| Equipe   | Pts | J | V | E | D | GP | GC | SG |
| -------- | --- | - | - | - | - | -- | -- | -- |
| Honduras | 12  | 6 | 4 | 0 | 2 | 9  | 5  | +4 |
| México   | 10  | 6 | 3 | 1 | 2 | 9  | 6  | +3 |
| Jamaica  | 10  | 6 | 3 | 1 | 2 | 6  | 6  | 0  |
| Canadá   | 2   | 6 | 0 | 2 | 4 | 6  | 13 | -7 |

| 20 de agosto de 2008 19:30 (UTC-4) | Canadá        | 1 – 1     | Jamaica      | BMO Field, Toronto                         |
|                                    | de Guzmán 47' | Relatório | Williams 52' | Público: 22,000 Árbitro: GUA Carlos Batres |

| 20 de agosto de 2008 20:00 (UTC-5) | México         | 2 – 1     | Honduras    | Estádio Azteca, Cidade do México          |
|                                    | Pardo 73', 75' | Relatório | de León 35' | Público: 81,100 Árbitro: SLV Joel Aguilar |

| 6 de setembro de 2008 17:00 (UTC-5) | México                                | 3 – 0     | Jamaica | Estádio Azteca, Cidade do México              |
|                                     | Guardado 3' · Arce 33' · Magallón 63' | Relatório |         | Público: 96,000 Árbitro: USA Baldomero Toledo |

| 6 de setembro de 2008 20:00 (UTC-4) | Canadá     | 1 – 2     | Honduras       | Saputo Stadium, Montreal                    |
|                                     | Serioux 5' | Relatório | Núñez 47', 56' | Público: 13,032 Árbitro: CRC Walter Quesada |

| 10 de setembro de 2008 20:00 (UTC-5) | México                  | 2 – 1     | Canadá    | Estádio Víctor Manuel Reyna, Tuxtla      |
|                                      | Bravo 59' · Márquez 73' | Relatório | Gerba 78' | Público: 26,900 Árbitro: TRI Neal Brizan |

| 10 de setembro de 2008 19:30 (UTC-6) | Honduras                      | 2 – 0     | Jamaica | Estádio Olímpico Metropolitano, San Pedro Sula |
|                                      | Núñez 65' · Guevara 73' (pen) | Relatório |         | Público: 38,000 Árbitro: PAN Roberto Moreno    |

| 11 de outubro de 2008 19:00 (UTC-5) | Jamaica    | 1 – 0     | México | Independence Park, Kingston                 |
|                                     | Fuller 34' | Relatório |        | Público: 27,000 Árbitro: CRC Walter Quesada |

| 11 de outubro de 2008 19:30 (UTC-6) | Honduras                              | 3 – 1     | Canadá       | Estádio Olímpico Metropolitano, San Pedro Sula |
|                                     | Martínez 8' · Costly 60' · Thomas 90' | Relatório | Hainault 52' | Público: 35,000 Árbitro: USA Jair Marrufo      |

| 15 de outubro de 2008 19:00 (UTC-5) | Jamaica     | 1 – 0     | Honduras | Independence Park, Kingston              |
|                                     | Shelton 16' | Relatório |          | Público: 25,000 Árbitro: TRI Neal Brizan |

| 15 de outubro de 2008 19:00 (UTC-6) | Canadá                    | 2 – 2     | México                  | Commonwealth Stadium, Edmonton                 |
|                                     | Gerba 13' · Radzinski 50' | Relatório | Salcido 35' · Vuoso 64' | Público: 14,145 Árbitro: SUR Enrico Wijngaarde |

| 19 de novembro de 2008 19:00 (UTC-6) | Honduras          | 1 – 0     | México | Estádio Olímpico Metropolitano, San Pedro Sula |
|                                      | Osorio 52' (g.c.) | Relatório |        | Público: 45,000 Árbitro: GUA Carlos Batres     |

| 19 de novembro de 2008 20:00 (UTC-5) | Jamaica                                     | 3 – 0     | Canadá | Independence Park, Kingston               |
|                                      | Shelton 28' · King 58' (pen) · Cummings 85' | Relatório |        | Público: 28,000 Árbitro: SLV Joel Aguilar |

## Grupo 3
| Equipe      | Pts | J | V | E | D | GP | GC | SG  |
| ----------- | --- | - | - | - | - | -- | -- | --- |
| Costa Rica  | 18  | 6 | 6 | 0 | 0 | 20 | 3  | +17 |
| El Salvador | 10  | 6 | 3 | 1 | 2 | 11 | 4  | +7  |
| Haiti       | 3   | 6 | 0 | 3 | 3 | 4  | 13 | -9  |
| Suriname    | 2   | 6 | 0 | 2 | 4 | 4  | 19 | -15 |

| 20 de agosto de 2008 17:00 (UTC-5) | Haiti                     | 2 – 2     | Suriname             | Stade Sylvio Cator, Porto Príncipe           |
|                                    | Bertin 90' · Fucien 90+4' | Relatório | Christoph 33', 45+2' | Público: 7,800 Árbitro: CAN Mauricio Navarro |

| 20 de agosto de 2008 20:00 (UTC-6) | Costa Rica        | 1 – 0     | El Salvador | Estádio Ricardo Saprissa, San José           |
|                                    | Saborio 48' (pen) | Relatório |             | Público: 27,000 Árbitro: MEX Marco Rodríguez |

| 6 de setembro de 2008 20:00 (UTC-6) | El Salvador                                   | 5 – 0     | Haiti | Estádio Cuscatlán, San Salvador           |
|                                     | Zelaya 8', 24', 53' · Larios 56' · Torres 79' | Relatório |       | Público: 23,000 Árbitro: USA Jair Marrufo |

| 6 de setembro de 2008 20:00 (UTC-6) | Costa Rica                                                                     | 7 – 0     | Suriname | Estádio Ricardo Saprissa, San José          |
|                                     | Ledezma 9', 42' · Alpízar 47' · Alonso 78' · Borges 81' · Solís 86' · Ruiz 88' | Relatório |          | Público: 11,000 Árbitro: CAN Steven Depiero |

| 10 de setembro de 2008 16:30 (UTC-3) | Suriname | 0 – 2     | El Salvador                   | Estádio André Kamperveen, Paramaribo         |
|                                      |          | Relatório | Martin 1' · Felter 12' (g.c.) | Público: 3,400 Árbitro: MEX Benito Archundia |

| 10 de setembro de 2008 17:00 (UTC-5) | Haiti      | 1 – 3     | Costa Rica                  | Stade Sylvio Cator, Porto Príncipe         |
|                                      | Vubert 40' | Relatório | Ruiz 12', 75' · Alpízar 86' | Público: 14,700 Árbitro: GUA Carlos Batres |

| 11 de outubro de 2008 16:30 (UTC-3) | Suriname      | 1 – 4     | Costa Rica                                        | Estádio André Kamperveen, Paramaribo          |
|                                     | Sandvliet 48' | Relatório | Centeno 11' · Borges 43' · Alonso 47' · Solís 77' | Público: 3,000 Árbitro: JAM Courtney Campbell |

| 11 de outubro de 2008 17:00 (UTC-5) | Haiti | 0 – 0     | El Salvador | Stade Sylvio Cator, Porto Príncipe       |
|                                     |       | Relatório |             | Público: 10,000 Árbitro: TRI Neal Brizan |

| 15 de outubro de 2008 20:00 (UTC-6) | El Salvador                                     | 3 – 0     | Suriname | Estádio Cuscatlán, San Salvador            |
|                                     | Zelaya 8' · Quintanilla 27' · Garden 81' (g.c.) | Relatório |          | Público: 20,000 Árbitro: GUA Carlos Batres |

| 15 de outubro de 2008 20:00 (UTC-6) | Costa Rica             | 2 – 0     | Haiti | Estádio Ricardo Saprissa, San José          |
|                                     | Díaz 17' · Núñez 90+1' | Relatório |       | Público: 5,500 Árbitro: USA Ricardo Salazar |

| 19 de novembro de 2008 16:30 (UTC-6) | Suriname      | 1 – 1     | Haiti           | Estádio André Kamperveen, Paramaribo      |
|                                      | Christoph 40' | Relatório | Saint-Preux 28' | Público: 800 Árbitro: MEX Marco Rodríguez |

| 19 de novembro de 2008 19:30 (UTC-6) | El Salvador  | 1 – 3     | Costa Rica                     | Estádio Cuscatlán, San Salvador              |
|                                      | Corrales 18' | Relatório | Myrie 24', 90' · Fernández 30' | Público: 20,000 Árbitro: CAN Silviu Petrescu |

## Artilharia
| 5 golos - Bryan Ruiz 4 golos - Rodolfo Zelaya - Keon Daniel 3 golos - Alejandro Alpízar - Ramón Núñez - Wensley Christoph 2 golos - Ali Gerba - Alonso Solís - Armando Alonso - Celso Borges - Froylan Ledezma - Roy Myrie - Carlos Ruíz - Alain Vubert - Luton Shelton - Pável Pardo - Dwight Yorke - Clint Dempsey - Brian Ching - DaMarcus Beasley | 1 golo - Andrew Hainault - Tomasz Radzinski - Adrian Serioux - Julián de Guzmán - Walter Centeno - Júnior Díaz - José Fernández - Álvaro Saborío - Víctor Núñez - Jaime Colomé - Roberto Liñares - Jeniel Márquez - Jensy Muñoz - Alianni Montaya - Rudis Corrales - César Larios - Shawn Martin - Eliseo Quintanilla - William Torres - José Manuel Contreras - Carlos Gallardo - Marco Pappa - Mario Rodríguez - Frantz Bertin - Fucien Brunel - Leonel Saint-Preux | 1 golo (cont.) - Amado Guevara - Carlos Costly - Hendry Thomas - Julio César de León - Walter Martínez - Omar Cummings - Ricardo Fuller - Marlon King - Andy Williams - Fernando Arce - Omar Bravo - Andrés Guardado - Jonny Magallon - Rafael Márquez - Carlos Salcido - Matías Vuoso - Clifton Sandvliet - Cornell Glen - Kenwyne Jones - Russell Latapy - Freddy Adu - Jozy Altidore - Carlos Bocanegra - Michael Bradley - Kenny Cooper - Charlie Davies - Landon Donovan - Oguchi Onyewu |

Golos contra
- Ricardo Osorio (para Honduras)
- Marlon Felter (para El Salvador)
- Derrik Garden (para El Salvador)